# St Peter South Elmham
St Peter South Elmham est un village et une paroisse civile du Suffolk, en Angleterre.